# Currie Cup (2004)
Currie Cup 2004 – sześćdziesiąta szósta edycja Currie Cup, najwyższego poziomu rozgrywek w rugby union w RPA. Zawody odbyły się w dniach 2 lipca 2004 – 23 października 2004 roku.
W zawodach trzeci raz z rzędu triumfowali zawodnicy Blue Bulls, a dla arbitra finałowego pojedynku był to już siódmy, rekordowy występ w tej roli. Najwięcej punktów w zawodach (192) zdobył Willem de Waal, w klasyfikacji przyłożeń z osiemnastoma zwyciężył natomiast Ettienne Botha, który został dodatkowo uznany najlepszym graczem tej edycji.

## Premier Division

### Faza grupowa
| 2 lipca 200419:10 | Natal Sharks | 33:30(6:16) | Griquas | ABSA Stadium, Durban Widzów: 14 000 Sędzia: Jonathan Kaplan |
| 2 lipca 200419:10 |              | 33:30(6:16) |         | ABSA Stadium, Durban Widzów: 14 000 Sędzia: Jonathan Kaplan |

| 3 lipca 200415:00 | Blue Bulls | 75:10(29:10) | SWD Eagles | Loftus Versfeld Stadium, Pretoria Widzów: 7 000 Sędzia: Craig Joubert |
| 3 lipca 200415:00 |            | 75:10(29:10) |            | Loftus Versfeld Stadium, Pretoria Widzów: 7 000 Sędzia: Craig Joubert |

| 3 lipca 200415:00 | Cheetahs | 38:19(21:5) | Golden Lions | Vodacom Park, Bloemfontein Widzów: 9 000 Sędzia: Shaun Veldsman |
| 3 lipca 200415:00 |          | 38:19(21:5) |              | Vodacom Park, Bloemfontein Widzów: 9 000 Sędzia: Shaun Veldsman |

| 3 lipca 200417:00 | Western Province | 44:18(32:6) | Pumas | Newlands Stadium, Kapsztad Sędzia: Tappe Henning |
| 3 lipca 200417:00 |                  | 44:18(32:6) |       | Newlands Stadium, Kapsztad Sędzia: Tappe Henning |

| 9 lipca 200415:30 | SWD Eagles | 32:31(17:18) | Cheetahs | Outeniqua Park, George Sędzia: Deon van Blommestein |
| 9 lipca 200415:30 |            | 32:31(17:18) |          | Outeniqua Park, George Sędzia: Deon van Blommestein |

| 10 lipca 200415:00 | Griquas | 17:30(7:20) | Blue Bulls | Absa Park, Kimberley Widzów: 5 000 Sędzia: André Watson |
| 10 lipca 200415:00 |         | 17:30(7:20) |            | Absa Park, Kimberley Widzów: 5 000 Sędzia: André Watson |

| 10 lipca 200415:00 | Pumas | 30:13(20:3) | Natal Sharks | Atlantic Stadium, Witbank Widzów: 8 000 Sędzia: Willie Roos |
| 10 lipca 200415:00 |       | 30:13(20:3) |              | Atlantic Stadium, Witbank Widzów: 8 000 Sędzia: Willie Roos |

| 10 lipca 200417:05 | Golden Lions | 32:28(16:15) | Western Province | Ellis Park, Johannesburg Sędzia: Jonathan Kaplan |
| 10 lipca 200417:05 |              | 32:28(16:15) |                  | Ellis Park, Johannesburg Sędzia: Jonathan Kaplan |

| 16 lipca 200415:30 | Griquas | 37:10(17:10) | SWD Eagles | Absa Park, Kimberley Widzów: 350 Sędzia: Eugene Daniels |
| 16 lipca 200415:30 |         | 37:10(17:10) |            | Absa Park, Kimberley Widzów: 350 Sędzia: Eugene Daniels |

| 16 lipca 200419:10 | Blue Bulls | 33:32(9:8) | Pumas | Loftus Versfeld Stadium, Pretoria Widzów: 8 500 Sędzia: Michael Katzenellenbogen |
| 16 lipca 200419:10 |            | 33:32(9:8) |       | Loftus Versfeld Stadium, Pretoria Widzów: 8 500 Sędzia: Michael Katzenellenbogen |

| 17 lipca 200415:00 | Natal Sharks | 38:25(17:15) | Golden Lions | ABSA Stadium, Durban Widzów: 20 000 Sędzia: Andy Turner |
| 17 lipca 200415:00 |              | 38:25(17:15) |              | ABSA Stadium, Durban Widzów: 20 000 Sędzia: Andy Turner |

| 17 lipca 200417:05 | Western Province | 20:26(14:13) | Cheetahs | Newlands Stadium, Kapsztad Widzów: 23 000 |
| 17 lipca 200417:05 |                  | 20:26(14:13) |          | Newlands Stadium, Kapsztad Widzów: 23 000 |

| 23 lipca 200419:10 | Pumas | 17:34(7:15) | Griquas | Atlantic Stadium, Witbank Widzów: 4 500 Sędzia: Johann Meuwesen |
| 23 lipca 200419:10 |       | 17:34(7:15) |         | Atlantic Stadium, Witbank Widzów: 4 500 Sędzia: Johann Meuwesen |

| 24 lipca 200415:00 | SWD Eagles | 24:28(17:11) | Western Province | Outeniqua Park, George Widzów: 6 500 Sędzia: Tappe Henning |
| 24 lipca 200415:00 |            | 24:28(17:11) |                  | Outeniqua Park, George Widzów: 6 500 Sędzia: Tappe Henning |

| 24 lipca 200415:00 | Natal Sharks | 16:17(6:14) | Cheetahs | ABSA Stadium, Durban Widzów: 19 000 Sędzia: Jonathan Kaplan |
| 24 lipca 200415:00 |              | 16:17(6:14) |          | ABSA Stadium, Durban Widzów: 19 000 Sędzia: Jonathan Kaplan |

| 24 lipca 200417:00 | Golden Lions | 36:33(20:17) | Blue Bulls | Ellis Park, Johannesburg Widzów: 23 110 Sędzia: Mark Lawrence |
| 24 lipca 200417:00 |              | 36:33(20:17) |            | Ellis Park, Johannesburg Widzów: 23 110 Sędzia: Mark Lawrence |

| 30 lipca 200419:10 | Pumas | 37:25(23:6) | SWD Eagles | Atlantic Stadium, Witbank Widzów: 700 Sędzia: Jonathan Kaplan |
| 30 lipca 200419:10 |       | 37:25(23:6) |            | Atlantic Stadium, Witbank Widzów: 700 Sędzia: Jonathan Kaplan |

| 31 lipca 200415:00 | Griquas | 31:33(21:17) | Golden Lions | Absa Park, Kimberley Widzów: 3 400 Sędzia: Shaun Veldsman |
| 31 lipca 200415:00 |         | 31:33(21:17) |              | Absa Park, Kimberley Widzów: 3 400 Sędzia: Shaun Veldsman |

| 31 lipca 200415:00 | Blue Bulls | 31:30(20:22) | Cheetahs | Loftus Versfeld Stadium, Pretoria Widzów: 25 000 Sędzia: Craig Joubert |
| 31 lipca 200415:00 |            | 31:30(20:22) |          | Loftus Versfeld Stadium, Pretoria Widzów: 25 000 Sędzia: Craig Joubert |

| 31 lipca 200417:00 | Natal Sharks | 29:18(15:18) | Western Province | ABSA Stadium, Durban Widzów: 21 671 Sędzia: André Watson |
| 31 lipca 200417:00 |              | 29:18(15:18) |                  | ABSA Stadium, Durban Widzów: 21 671 Sędzia: André Watson |

| 6 sierpnia 200419:10 | Natal Sharks | 26:17(13:9) | SWD Eagles | ABSA Stadium, Durban Widzów: 16 500 Sędzia: Tappe Henning |
| 6 sierpnia 200419:10 |              | 26:17(13:9) |            | ABSA Stadium, Durban Widzów: 16 500 Sędzia: Tappe Henning |

| 7 sierpnia 200415:00 | Golden Lions | 21:27(7:13) | Pumas | Ellis Park, Johannesburg Widzów: 10 096 Sędzia: André Watson |
| 7 sierpnia 200415:00 |              | 21:27(7:13) |       | Ellis Park, Johannesburg Widzów: 10 096 Sędzia: André Watson |

| 7 sierpnia 200415:00 | Cheetahs | 44:25(17:15) | Griquas | Vodacom Park, Bloemfontein Sędzia: Andy Turner |
| 7 sierpnia 200415:00 |          | 44:25(17:15) |         | Vodacom Park, Bloemfontein Sędzia: Andy Turner |

| 7 sierpnia 200417:00 | Western Province | 7:20(7:10) | Blue Bulls | Newlands Stadium, Kapsztad Widzów: 18 894 Sędzia: Mark Lawrence |
| 7 sierpnia 200417:00 |                  | 7:20(7:10) |            | Newlands Stadium, Kapsztad Widzów: 18 894 Sędzia: Mark Lawrence |

| 13 sierpnia 200419:00 | Golden Lions | 51:13(19:6) | SWD Eagles | RAU Stadium, Johannesburg Widzów: 4 000 Sędzia: Michael Katzenellenbogen |
| 13 sierpnia 200419:00 |              | 51:13(19:6) |            | RAU Stadium, Johannesburg Widzów: 4 000 Sędzia: Michael Katzenellenbogen |

| 13 sierpnia 200419:10 | Natal Sharks | 23:27(20:10) | Blue Bulls | ABSA Stadium, Durban Widzów: 23 550 Sędzia: Jonathan Kaplan |
| 13 sierpnia 200419:10 |              | 23:27(20:10) |            | ABSA Stadium, Durban Widzów: 23 550 Sędzia: Jonathan Kaplan |

| 20 sierpnia 200419:00 | Western Province | 63:6(20:0) | Griquas | Newlands Stadium, Kapsztad Widzów: 10 043 Sędzia: Craig Joubert |
| 20 sierpnia 200419:00 |                  | 63:6(20:0) |         | Newlands Stadium, Kapsztad Widzów: 10 043 Sędzia: Craig Joubert |

| 20 sierpnia 200419:10 | Cheetahs | 16:23(6:20) | Pumas | Vodacom Park, Bloemfontein Widzów: 4 500 Sędzia: Shaun Veldsman |
| 20 sierpnia 200419:10 |          | 16:23(6:20) |       | Vodacom Park, Bloemfontein Widzów: 4 500 Sędzia: Shaun Veldsman |

| 27 sierpnia 200419:10 | Pumas | 29:26(11:16) | Cheetahs | Atlantic Stadium, Witbank Widzów: 2 500 Sędzia: Tappe Henning |
| 27 sierpnia 200419:10 |       | 29:26(11:16) |          | Atlantic Stadium, Witbank Widzów: 2 500 Sędzia: Tappe Henning |

| 28 sierpnia 200415:00 | Griquas | 31:78(7:31) | Western Province | Absa Park, Kimberley Widzów: 4 000 Sędzia: Mark Lawrence |
| 28 sierpnia 200415:00 |         | 31:78(7:31) |                  | Absa Park, Kimberley Widzów: 4 000 Sędzia: Mark Lawrence |

| 28 sierpnia 200415:00 | SWD Eagles | 19:36(12:26) | Golden Lions | Outeniqua Park, George Widzów: 2 500 Sędzia: Johann Meuwesen |
| 28 sierpnia 200415:00 |            | 19:36(12:26) |              | Outeniqua Park, George Widzów: 2 500 Sędzia: Johann Meuwesen |

| 28 sierpnia 200417:05 | Blue Bulls | 41:27(17:16) | Natal Sharks | Loftus Versfeld Stadium, Pretoria Widzów: 26 000 Sędzia: André Watson |
| 28 sierpnia 200417:05 |            | 41:27(17:16) |              | Loftus Versfeld Stadium, Pretoria Widzów: 26 000 Sędzia: André Watson |

| 4 września 200415:00 | Pumas | 26:68(19:27) | Western Province | Atlantic Stadium, Witbank Widzów: 5 000 Sędzia: Andy Turner |
| 4 września 200415:00 |       | 26:68(19:27) |                  | Atlantic Stadium, Witbank Widzów: 5 000 Sędzia: Andy Turner |

| 4 września 200415:00 | Griquas | 33:24(16:17) | Natal Sharks | Absa Park, Kimberley Widzów: 3 000 Sędzia: Tappe Henning |
| 4 września 200415:00 |         | 33:24(16:17) |              | Absa Park, Kimberley Widzów: 3 000 Sędzia: Tappe Henning |

| 4 września 200415:00 | SWD Eagles | 5:47(5:21) | Blue Bulls | Outeniqua Park, George Sędzia: Jonathan Kaplan |
| 4 września 200415:00 |            | 5:47(5:21) |            | Outeniqua Park, George Sędzia: Jonathan Kaplan |

| 4 września 200417:00 | Golden Lions | 27:40(13:15) | Cheetahs | Ellis Park, Johannesburg Widzów: 18 136 Sędzia: Mark Lawrence |
| 4 września 200417:00 |              | 27:40(13:15) |          | Ellis Park, Johannesburg Widzów: 18 136 Sędzia: Mark Lawrence |

| 10 września 200419:10 | Blue Bulls | 40:13(14:6) | Griquas | Loftus Versfeld Stadium, Pretoria Widzów: 14 021 Sędzia: Mark Lawrence |
| 10 września 200419:10 |            | 40:13(14:6) |         | Loftus Versfeld Stadium, Pretoria Widzów: 14 021 Sędzia: Mark Lawrence |

| 11 września 200415:00 | Natal Sharks | 54:14(16:0) | Pumas | ABSA Stadium, Durban Sędzia: Andy Turner |
| 11 września 200415:00 |              | 54:14(16:0) |       | ABSA Stadium, Durban Sędzia: Andy Turner |

| 11 września 200415:15 | Cheetahs | 32:15(18:15) | SWD Eagles | Vodacom Park, Bloemfontein Widzów: 9 500 Sędzia: Michael Katzenellenbogen |
| 11 września 200415:15 |          | 32:15(18:15) |            | Vodacom Park, Bloemfontein Widzów: 9 500 Sędzia: Michael Katzenellenbogen |

| 11 września 200417:05 | Western Province | 26:35(21:22) | Golden Lions | Newlands Stadium, Kapsztad Sędzia: André Watson |
| 11 września 200417:05 |                  | 26:35(21:22) |              | Newlands Stadium, Kapsztad Sędzia: André Watson |

| 17 września 200416:00 | SWD Eagles | 22:29(10:16) | Griquas | Outeniqua Park, George Sędzia: Willie Roos |
| 17 września 200416:00 |            | 22:29(10:16) |         | Outeniqua Park, George Sędzia: Willie Roos |

| 18 września 200415:00 | Cheetahs | 25:29(16:17) | Western Province | Vodacom Park, Bloemfontein Sędzia: Tappe Henning |
| 18 września 200415:00 |          | 25:29(16:17) |                  | Vodacom Park, Bloemfontein Sędzia: Tappe Henning |

| 18 września 200415:00 | Pumas | 14:58(7:18) | Blue Bulls | Atlantic Stadium, Witbank Widzów: 12 000 Sędzia: Craig Joubert |
| 18 września 200415:00 |       | 14:58(7:18) |            | Atlantic Stadium, Witbank Widzów: 12 000 Sędzia: Craig Joubert |

| 18 września 200417:00 | Golden Lions | 49:35(25:15) | Natal Sharks | Ellis Park, Johannesburg Widzów: 32 280 Sędzia: Jonathan Kaplan |
| 18 września 200417:00 |              | 49:35(25:15) |              | Ellis Park, Johannesburg Widzów: 32 280 Sędzia: Jonathan Kaplan |

| 24 września 200419:10 | Western Province | 70:13(25:3) | SWD Eagles | Newlands Stadium, Kapsztad Widzów: 11 440 Sędzia: Craig Joubert |
| 24 września 200419:10 |                  | 70:13(25:3) |            | Newlands Stadium, Kapsztad Widzów: 11 440 Sędzia: Craig Joubert |

| 25 września 200415:00 | Cheetahs | 30:22(20:8) | Natal Sharks | Vodacom Park, Bloemfontein Widzów: 7 500 Sędzia: Mark Lawrence |
| 25 września 200415:00 |          | 30:22(20:8) |              | Vodacom Park, Bloemfontein Widzów: 7 500 Sędzia: Mark Lawrence |

| 25 września 200415:00 | Griquas | 45:5(31:5) | Pumas | Absa Park, Kimberley Widzów: 150 Sędzia: Shaun Veldsman |
| 25 września 200415:00 |         | 45:5(31:5) |       | Absa Park, Kimberley Widzów: 150 Sędzia: Shaun Veldsman |

| 25 września 200417:00 | Blue Bulls | 47:38(14:14) | Golden Lions | Loftus Versfeld Stadium, Pretoria Widzów: 31 935 Sędzia: André Watson |
| 25 września 200417:00 |            | 47:38(14:14) |              | Loftus Versfeld Stadium, Pretoria Widzów: 31 935 Sędzia: André Watson |

| 1 października 200419:10 | Golden Lions | 35:24(28:16) | Griquas | Ellis Park, Johannesburg Widzów: 11 000 Sędzia: Mark Lawrence |
| 1 października 200419:10 |              | 35:24(28:16) |         | Ellis Park, Johannesburg Widzów: 11 000 Sędzia: Mark Lawrence |

| 2 października 200415:00 | Cheetahs | 27:27(17:10) | Blue Bulls | Vodacom Park, Bloemfontein Widzów: 14 000 Sędzia: Jonathan Kaplan |
| 2 października 200415:00 |          | 27:27(17:10) |            | Vodacom Park, Bloemfontein Widzów: 14 000 Sędzia: Jonathan Kaplan |

| 2 października 200415:30 | SWD Eagles | 34:20(26:13) | Pumas | Outeniqua Park, George Widzów: 1 000 Sędzia: André Watson |
| 2 października 200415:30 |            | 34:20(26:13) |       | Outeniqua Park, George Widzów: 1 000 Sędzia: André Watson |

| 2 października 200417:00 | Western Province | 32:26(22:10) | Natal Sharks | Newlands Stadium, Kapsztad Widzów: 34 835 Sędzia: Tappe Henning |
| 2 października 200417:00 |                  | 32:26(22:10) |              | Newlands Stadium, Kapsztad Widzów: 34 835 Sędzia: Tappe Henning |

| 8 października 200419:10 | Pumas | 27:44(13:12) | Golden Lions | Atlantic Stadium, Witbank Widzów: 600 Sędzia: Jonathan Kaplan |
| 8 października 200419:10 |       | 27:44(13:12) |              | Atlantic Stadium, Witbank Widzów: 600 Sędzia: Jonathan Kaplan |

| 9 października 200415:00 | Griquas | 22:43(10:14) | Cheetahs | Absa Park, Kimberley Widzów: 5 500 Sędzia: Mark Lawrence |
| 9 października 200415:00 |         | 22:43(10:14) |          | Absa Park, Kimberley Widzów: 5 500 Sędzia: Mark Lawrence |

| 9 października 200415:30 | SWD Eagles | 33:63(0:32) | Natal Sharks | Outeniqua Park, George Sędzia: Andy Turner |
| 9 października 200415:30 |            | 33:63(0:32) |              | Outeniqua Park, George Sędzia: Andy Turner |

| 9 października 200417:00 | Blue Bulls | 36:36(14:26) | Western Province | Loftus Versfeld Stadium, Pretoria Widzów: 45 500 Sędzia: André Watson |
| 9 października 200417:00 |            | 36:36(14:26) |                  | Loftus Versfeld Stadium, Pretoria Widzów: 45 500 Sędzia: André Watson |

### Faza pucharowa
|  |                      |                  |          |                      |    |            |            |       |
|  | Półfinał             | Półfinał         | Półfinał |                      |    | Finał      | Finał      | Finał |
|  | Półfinał             | Półfinał         | Półfinał |                      |    | Finał      | Finał      | Finał |
|  | 16 października 2004 |                  |          |                      |    |            |            |       |
|  |                      |                  |          |                      |    |            |            |       |
|  | Blue Bulls           | Blue Bulls       | 40       |                      |    |            |            |       |
|  | Blue Bulls           | Blue Bulls       | 40       | 23 października 2004 |    |            |            |       |
|  | Golden Lions         | Golden Lions     | 33       |                      |    |            |            |       |
|  | Golden Lions         | Golden Lions     | 33       |                      |    | Blue Bulls | Blue Bulls | 42    |
|  | 16 października 2004 |                  |          |                      |    | Blue Bulls | Blue Bulls | 42    |
|  |                      |                  | Cheetahs | Cheetahs             | 33 |            |            |       |
|  | Western Province     | Western Province | Cheetahs | Cheetahs             | 33 | 11         |            |       |
|  | Western Province     | Western Province |          |                      |    |            |            |       |
|  | Cheetahs             | Cheetahs         | 17       |                      |    |            |            |       |
|  | Cheetahs             | Cheetahs         | 17       |                      |    |            |            |       |

| 16 października 200414:30 | Blue Bulls | 40:33(17:12) | Golden Lions | Loftus Versfeld Stadium, Pretoria Sędzia: Shaun Veldsman |
| 16 października 200414:30 |            | 40:33(17:12) |              | Loftus Versfeld Stadium, Pretoria Sędzia: Shaun Veldsman |

| 16 października 200417:00 | Western Province | 11:17(8:9) | Cheetahs | Newlands Stadium, Kapsztad Sędzia: Mark Lawrence |
| 16 października 200417:00 |                  | 11:17(8:9) |          | Newlands Stadium, Kapsztad Sędzia: Mark Lawrence |

| 23 października 200416:30 | Blue Bulls | 42:33(27:16) | Cheetahs | Loftus Versfeld Stadium, Pretoria Sędzia: André Watson |
| 23 października 200416:30 |            | 42:33(27:16) |          | Loftus Versfeld Stadium, Pretoria Sędzia: André Watson |

## First Division

### Faza grupowa
| 10 lipca 200416:00 | Boland Cavaliers | 31:22(9:10) | Griffons | Boland Stadium, Wellington Widzów: 750 Sędzia: Michael Katzenellenbogen |
| 10 lipca 200416:00 |                  | 31:22(9:10) |          | Boland Stadium, Wellington Widzów: 750 Sędzia: Michael Katzenellenbogen |

| 10 lipca 200416:00 | Mighty Elephants | 25:27(14:17) | Border Bulldogs | EPRU Stadium, Port Elizabeth Widzów: 530 Sędzia: Craig Joubert |
| 10 lipca 200416:00 |                  | 25:27(14:17) |                 | EPRU Stadium, Port Elizabeth Widzów: 530 Sędzia: Craig Joubert |

| 16 lipca 200419:10 | Border Bulldogs | 14:13(6:6) | Falcons | Absa Stadium, East London Widzów: 1 500 Sędzia: Jerome Fortuin |
| 16 lipca 200419:10 |                 | 14:13(6:6) |         | Absa Stadium, East London Widzów: 1 500 Sędzia: Jerome Fortuin |

| 17 lipca 200416:00 | Leopards | 31:28(7:18) | Boland Cavaliers | Olën Park, Potchefstroom Widzów: 1 500 Sędzia: Marius Jonker |
| 17 lipca 200416:00 |          | 31:28(7:18) |                  | Olën Park, Potchefstroom Widzów: 1 500 Sędzia: Marius Jonker |

| 17 lipca 200416:00 | Griffons | 34:31(22:7) | Mighty Elephants | North West Stadium, Welkom |
| 17 lipca 200416:00 |          | 34:31(22:7) |                  | North West Stadium, Welkom |

| 24 lipca 200416:00 | Mighty Elephants | 19:10(9:3) | Leopards | EPRU Stadium, Port Elizabeth Widzów: 460 Sędzia: Nolan Arends |
| 24 lipca 200416:00 |                  | 19:10(9:3) |          | EPRU Stadium, Port Elizabeth Widzów: 460 Sędzia: Nolan Arends |

| 24 lipca 200416:00 | Falcons | 42:36(22:8) | Griffons | Pam Brink Stadium, Springs |
| 24 lipca 200416:00 |         | 42:36(22:8) |          | Pam Brink Stadium, Springs |

| 31 lipca 200416:00 | Griffons | 29:40(24:22) | Border Bulldogs | North West Stadium, Welkom Sędzia: Gareth Jones |
| 31 lipca 200416:00 |          | 29:40(24:22) |                 | North West Stadium, Welkom Sędzia: Gareth Jones |

| 31 lipca 200416:00 | Leopards | 26:23(6:10) | Falcons | Olën Park, Potchefstroom Widzów: 200 Sędzia: James Sherriff |
| 31 lipca 200416:00 |          | 26:23(6:10) |         | Olën Park, Potchefstroom Widzów: 200 Sędzia: James Sherriff |

| 31 lipca 200416:00 | Boland Cavaliers | 32:15(25:3) | Mighty Elephants | Boland Stadium, Wellington Widzów: 450 Sędzia: Eugene Daniels |
| 31 lipca 200416:00 |                  | 32:15(25:3) |                  | Boland Stadium, Wellington Widzów: 450 Sędzia: Eugene Daniels |

| 6 sierpnia 200419:00 | Falcons | 31:26(13:20) | Boland Cavaliers | Pam Brink Stadium, Springs Widzów: 100 Sędzia: Marius Jonker |
| 6 sierpnia 200419:00 |         | 31:26(13:20) |                  | Pam Brink Stadium, Springs Widzów: 100 Sędzia: Marius Jonker |

| 6 sierpnia 200419:10 | Border Bulldogs | 26:21(26:15) | Leopards | Absa Stadium, East London Widzów: 2 000 Sędzia: Willie Roos |
| 6 sierpnia 200419:10 |                 | 26:21(26:15) |          | Absa Stadium, East London Widzów: 2 000 Sędzia: Willie Roos |

| 20 sierpnia 200419:00 | Leopards | 32:26(17:6) | Griffons | Olën Park, Potchefstroom Widzów: 300 |
| 20 sierpnia 200419:00 |          | 32:26(17:6) |          | Olën Park, Potchefstroom Widzów: 300 |

| 28 sierpnia 200416:00 | Mighty Elephants | 27:25(10:20) | Falcons | EPRU Stadium, Port Elizabeth Widzów: 2 500 Sędzia: Craig Strachan |
| 28 sierpnia 200416:00 |                  | 27:25(10:20) |         | EPRU Stadium, Port Elizabeth Widzów: 2 500 Sędzia: Craig Strachan |

| 28 sierpnia 200416:00 | Boland Cavaliers | 48:16(19:11) | Border Bulldogs | Boland Stadium, Wellington Widzów: 900 Sędzia: Eugene Daniels |
| 28 sierpnia 200416:00 |                  | 48:16(19:11) |                 | Boland Stadium, Wellington Widzów: 900 Sędzia: Eugene Daniels |

| 3 września 200419:10 | Border Bulldogs | 33:26(14:20) | Mighty Elephants | Absa Stadium, East London Widzów: 2 000 |
| 3 września 200419:10 |                 | 33:26(14:20) |                  | Absa Stadium, East London Widzów: 2 000 |

| 4 września 200416:00 | Griffons | 27:40(6:22) | Boland Cavaliers | North West Stadium, Welkom Sędzia: James Sherriff |
| 4 września 200416:00 |          | 27:40(6:22) |                  | North West Stadium, Welkom Sędzia: James Sherriff |

| 11 września 200416:00 | Boland Cavaliers | 25:13(12:3) | Leopards | Boland Stadium, Wellington Widzów: 500 |
| 11 września 200416:00 |                  | 25:13(12:3) |          | Boland Stadium, Wellington Widzów: 500 |

| 11 września 200416:00 | Mighty Elephants | 54:20(20:15) | Griffons | EPRU Stadium, Port Elizabeth Widzów: 500 |
| 11 września 200416:00 |                  | 54:20(20:15) |          | EPRU Stadium, Port Elizabeth Widzów: 500 |

| 11 września 200416:00 | Falcons | 39:43(32:13) | Border Bulldogs | Pam Brink Stadium, Springs Widzów: 400 Sędzia: Deon van Blommestein |
| 11 września 200416:00 |         | 39:43(32:13) |                 | Pam Brink Stadium, Springs Widzów: 400 Sędzia: Deon van Blommestein |

| 18 września 200416:00 | Griffons | 66:24(37:12) | Falcons | North West Stadium, Welkom |
| 18 września 200416:00 |          | 66:24(37:12) |         | North West Stadium, Welkom |

| 18 września 200416:00 | Leopards | 36:25(12:6) | Mighty Elephants | Olën Park, Potchefstroom Widzów: 200 Sędzia: Jamiel Panday |
| 18 września 200416:00 |          | 36:25(12:6) |                  | Olën Park, Potchefstroom Widzów: 200 Sędzia: Jamiel Panday |

| 23 września 200419:00 | Falcons | 34:59(27:21) | Leopards | Pam Brink Stadium, Springs Sędzia: Johann Meuwesen |
| 23 września 200419:00 |         | 34:59(27:21) |          | Pam Brink Stadium, Springs Sędzia: Johann Meuwesen |

| 25 września 200415:00 | Mighty Elephants | 21:22(13:13) | Boland Cavaliers | EPRU Stadium, Port Elizabeth Widzów: 250 |
| 25 września 200415:00 |                  | 21:22(13:13) |                  | EPRU Stadium, Port Elizabeth Widzów: 250 |

| 25 września 200415:00 | Border Bulldogs | 49:31(34:9) | Griffons | Absa Stadium, East London Widzów: 1 000 Sędzia: Marius Jonker |
| 25 września 200415:00 |                 | 49:31(34:9) |          | Absa Stadium, East London Widzów: 1 000 Sędzia: Marius Jonker |

| 2 października 200416:00 | Leopards | 43:19(26:7) | Border Bulldogs | Olën Park, Potchefstroom Widzów: 200 Sędzia: Shaun Veldsman |
| 2 października 200416:00 |          | 43:19(26:7) |                 | Olën Park, Potchefstroom Widzów: 200 Sędzia: Shaun Veldsman |

| 2 października 200416:00 | Boland Cavaliers | 66:17(31:12) | Falcons | Boland Stadium, Wellington Widzów: 500 Sędzia: Andy Turner |
| 2 października 200416:00 |                  | 66:17(31:12) |         | Boland Stadium, Wellington Widzów: 500 Sędzia: Andy Turner |

| 8 października 200419:10 | Border Bulldogs | 24:19(18:9) | Boland Cavaliers | Absa Stadium, East London Widzów: 4 000 Sędzia: Craig Joubert |
| 8 października 200419:10 |                 | 24:19(18:9) |                  | Absa Stadium, East London Widzów: 4 000 Sędzia: Craig Joubert |

| 9 października 200416:00 | Griffons | 26:48(7:20) | Leopards | North West Stadium, Welkom Sędzia: Deon van Blommestein |
| 9 października 200416:00 |          | 26:48(7:20) |          | North West Stadium, Welkom Sędzia: Deon van Blommestein |

| 9 października 200416:00 | Falcons | 39:35(20:20) | Mighty Elephants | Pam Brink Stadium, Springs Widzów: 150 Sędzia: Willie Roos |
| 9 października 200416:00 |         | 39:35(20:20) |                  | Pam Brink Stadium, Springs Widzów: 150 Sędzia: Willie Roos |

### Faza pucharowa
|  |                      |                  |                 |                      |    |                  |                  |       |
|  | Półfinał             | Półfinał         | Półfinał        |                      |    | Finał            | Finał            | Finał |
|  | Półfinał             | Półfinał         | Półfinał        |                      |    | Finał            | Finał            | Finał |
|  | 16 października 2004 |                  |                 |                      |    |                  |                  |       |
|  |                      |                  |                 |                      |    |                  |                  |       |
|  | Boland Cavaliers     | Boland Cavaliers | 50              |                      |    |                  |                  |       |
|  | Boland Cavaliers     | Boland Cavaliers | 50              | 22 października 2004 |    |                  |                  |       |
|  | Falcons              | Falcons          | 15              |                      |    |                  |                  |       |
|  | Falcons              | Falcons          | 15              |                      |    | Boland Cavaliers | Boland Cavaliers | 23    |
|  | 15 października 2004 |                  |                 |                      |    | Boland Cavaliers | Boland Cavaliers | 23    |
|  |                      |                  | Border Bulldogs | Border Bulldogs      | 22 |                  |                  |       |
|  | Border Bulldogs      | Border Bulldogs  | Border Bulldogs | Border Bulldogs      | 22 | 19               |                  |       |
|  | Border Bulldogs      | Border Bulldogs  |                 |                      |    |                  |                  |       |
|  | Leopards             | Leopards         | 15              |                      |    |                  |                  |       |
|  | Leopards             | Leopards         | 15              |                      |    |                  |                  |       |

| 16 października 200415:30 | Boland Cavaliers | 50:15(24:3) | Falcons | Boland Stadium, Wellington Widzów: 2 000 Sędzia: Jerome Fortuin |
| 16 października 200415:30 |                  | 50:15(24:3) |         | Boland Stadium, Wellington Widzów: 2 000 Sędzia: Jerome Fortuin |

| 15 października 200419:10 | Border Bulldogs | 19:15(13:12) | Leopards | Absa Stadium, East London Widzów: 4 000 Sędzia: Andy Turner |
| 15 października 200419:10 |                 | 19:15(13:12) |          | Absa Stadium, East London Widzów: 4 000 Sędzia: Andy Turner |

| 22 października 200416:30 | Boland Cavaliers | 23:22(10:7) | Border Bulldogs | Boland Stadium, Wellington Widzów: 2 500 Sędzia: Tappe Henning |
| 22 października 200416:30 |                  | 23:22(10:7) |                 | Boland Stadium, Wellington Widzów: 2 500 Sędzia: Tappe Henning |